# Marysville (Victoria)
Pour les articles homonymes, voir Marysville.
Marysville (519 habitants) est un village de l'État de Victoria à 99 kilomètres au nord-est de Melbourne. Il a été presque entièrement détruit par un incendie de forêt le 7 février 2009.

## Galerie

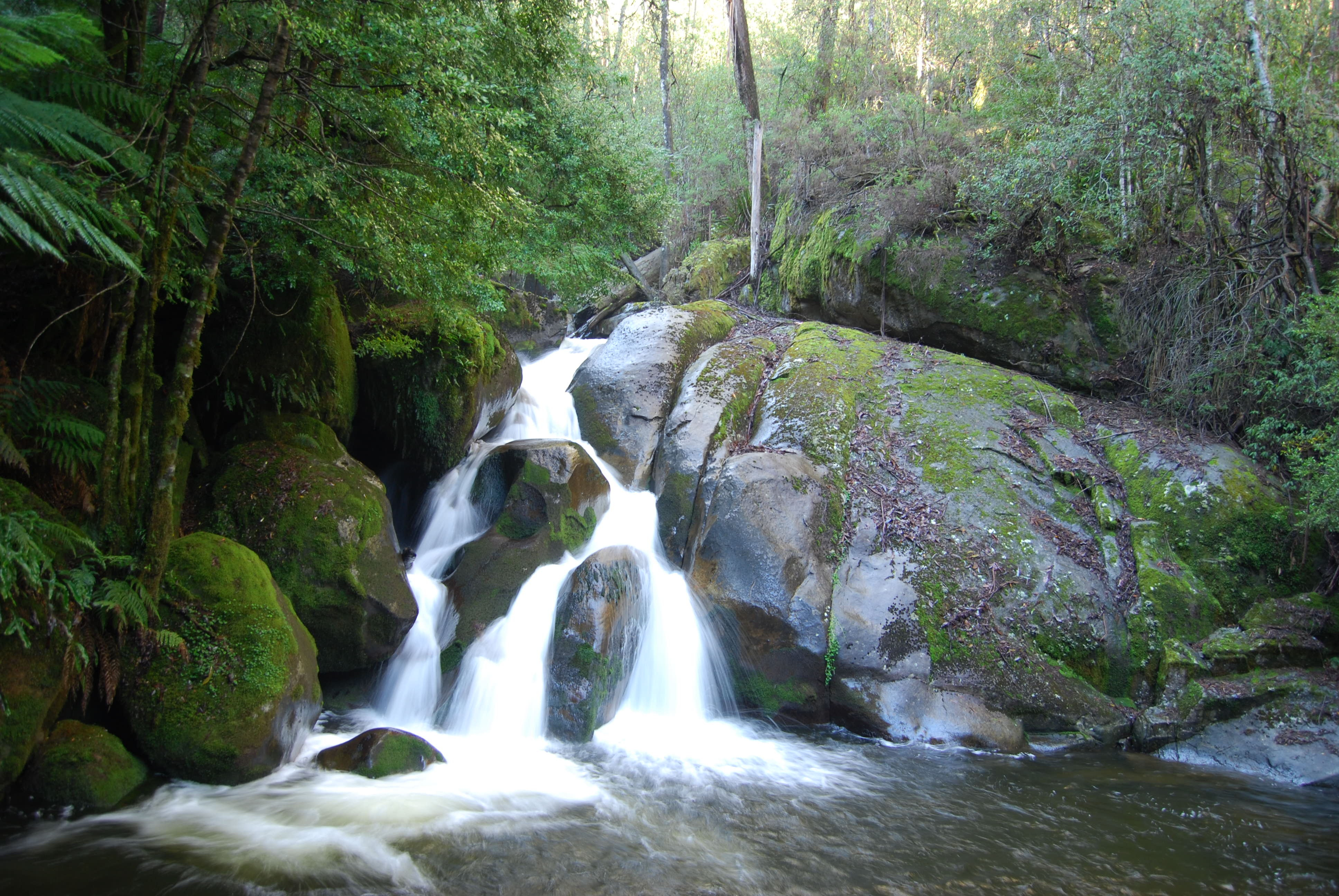
Le parc national de la chaîne Yarra, près de Marysville
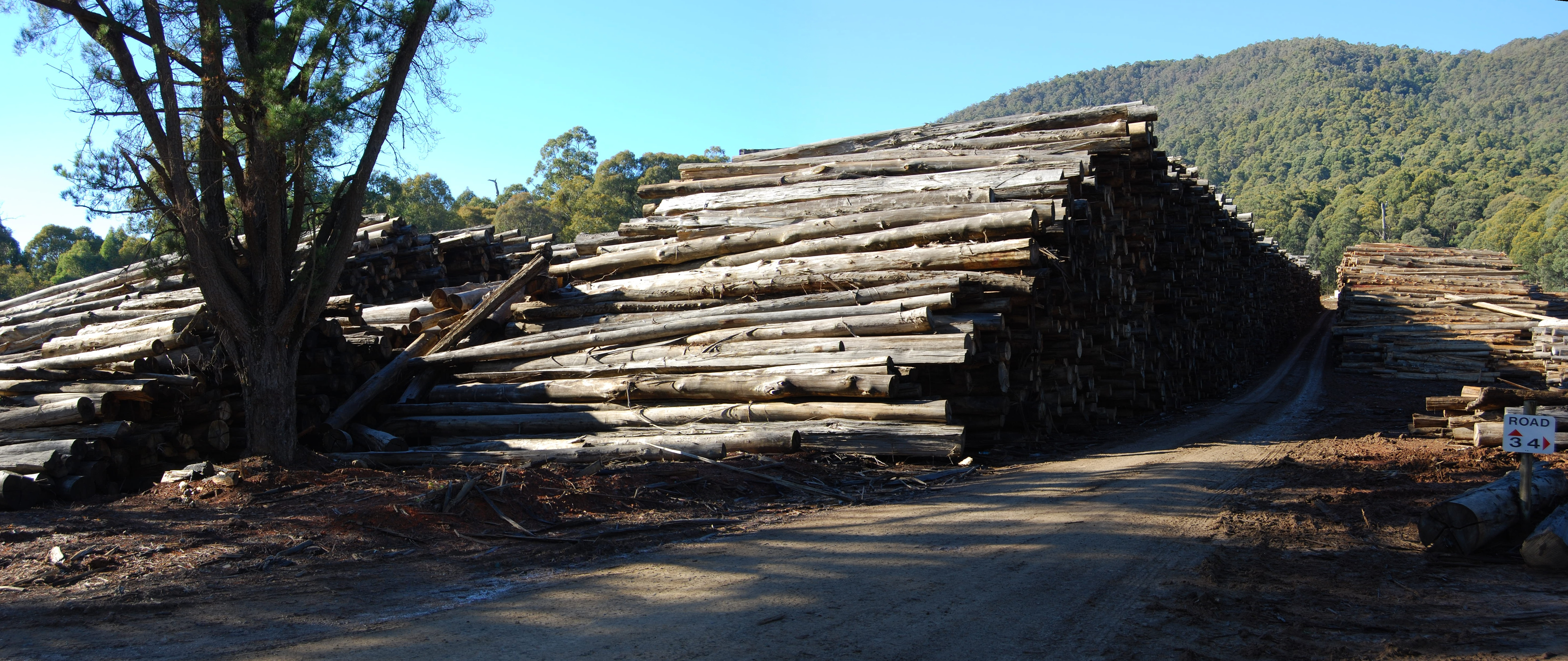
un dépôt de bois près de Marysville